# Indy Racing League 2000
Indy Racing League 2000 kördes över nio omgångar, med Buddy Lazier som mästare.

## Delsegrare
| Datum      | Bana             | Vinnare            | Team                     | Rapport |
| ---------- | ---------------- | ------------------ | ------------------------ | ------- |
| 29 januari | Disney World     | Robbie Buhl        | Dreyer & Reinbold Racing | *       |
| 19 mars    | Phoenix          | Buddy Lazier       | Hemelgarn Racing         | *       |
| 22 april   | Las Vegas        | Al Unser Jr.       | Kelley Racing            | *       |
| 28 maj     | Indianapolis 500 | Juan Pablo Montoya | Chip Ganassi Racing      | *       |
| 11 juni    | Texas            | Scott Sharp        | Kelley Racing            | *       |
| 18 juni    | Pikes Peak       | Eddie Cheever      | Cheever Racing           | *       |
| 15 juli    | Atlanta          | Greg Ray           | Team Menard              | *       |
| 27 augusti | Kentucky         | Buddy Lazier       | Hemelgarn Racing         | *       |
| 15 oktober | Texas            | Scott Goodyear     | Panther Racing           | *       |

### Disney World
| Plats | Förare          | Team                     |
| ----- | --------------- | ------------------------ |
| 1     | Robbie Buhl     | Dreyer & Reinbold Racing |
| 2     | Buddy Lazier    | Hemelgarn Racing         |
| 3     | Eddie Cheever   | Team Cheever             |
| 4     | Scott Goodyear  | Panther Racing           |
| 5     | Eliseo Salazar  | A.J. Foyt Enterprises    |
| 6     | Donnie Beechler | Cahill Racing            |
| 7     | Jeff Ward       | A.J. Foyt Enterprises    |
| 8     | Buzz Calkins    | Bradley Motorsports      |
| 9     | Billy Boat      | Team Pelfrey             |
| 10    | Robby McGehee   | Treadway Racing          |

### Phoenix
| Plats | Förare           | Team                     |
| ----- | ---------------- | ------------------------ |
| 1     | Buddy Lazier     | Hemelgarn Racing         |
| 2     | Scott Goodyear   | Panther Racing           |
| 3     | Donnie Beechler  | Cahill Racing            |
| 4     | Eliseo Salazar   | A.J. Foyt Enterprises    |
| 5     | Scott Sharp      | Kelley Racing            |
| 6     | Billy Boat       | Team Pelfrey             |
| 7     | Robbie Buhl      | Dreyer & Reinbold Racing |
| 8     | Stéphan Grégoire | Dick Simon Racing        |
| 9     | Al Unser Jr.     | Galles Racing            |
| 10    | Eddie Cheever    | Team Cheever             |

### Las Vegas
| Plats | Förare          | Team                     |
| ----- | --------------- | ------------------------ |
| 1     | Al Unser Jr.    | Galles Racing            |
| 2     | Mark Dismore    | Kelley Racing            |
| 3     | Sam Hornish Jr. | PDM Racing               |
| 4     | Jeret Schroeder | Tri-Star Motorsports     |
| 5     | Robbie Buhl     | Dreyer & Reinbold Racing |
| 6     | Robby McGehee   | Treadway Racing          |
| 7     | Billy Boat      | Team Pelfrey             |
| 8     | Tyce Carlson    | Hubbard-Immke Racing     |
| 9     | Greg Ray        | Team Menard              |
| 10    | Jaques Lazier   | Truscelli Racing         |

### Indianapolis 500
| Plats | Förare             | Team                  |
| ----- | ------------------ | --------------------- |
| 1     | Juan Pablo Montoya | Chip Ganassi Racing   |
| 2     | Buddy Lazier       | Hemelgarn Racing      |
| 3     | Eliseo Salazar     | A.J. Foyt Enterprises |
| 4     | Jeff Ward          | A.J. Foyt Enterprises |
| 5     | Eddie Cheever      | Team Cheever          |
| 6     | Robby Gordon       | Team Menard           |
| 7     | Jimmy Vasser       | Chip Ganassi Racing¨  |
| 8     | Stéphan Grégoire   | Dick Simon Racing     |
| 9     | Scott Goodyear     | Panther Racing        |
| 10    | Scott Sharp        | Kelley Racing         |

### Texas
| Plats | Förare           | Team                |
| ----- | ---------------- | ------------------- |
| 1     | Scott Sharp      | Kelley Racing       |
| 2     | Robby McGehee    | Treadway Racing     |
| 3     | Al Unser Jr.     | Galles Racing       |
| 4     | Buzz Calkins     | Bradley Motorsports |
| 5     | Scott Goodyear   | Panther Racing      |
| 6     | Mark Dismore     | Kelley Racing       |
| 7     | Buddy Lazier     | Hemelgarn Racing    |
| 8     | Shigeaki Hattori | Treadway Racing     |
| 9     | Eddie Cheever    | Team Cheever        |
| 10    | Airton Daré      | TeamXtreme Racing   |

### Pikes Peak
| Plats | Förare           | Team                  |
| ----- | ---------------- | --------------------- |
| 1     | Eddie Cheever    | Team Cheever          |
| 2     | Airton Daré      | TeamXtreme Racing     |
| 3     | Scott Sharp      | Kelley Racing         |
| 4     | Mark Dismore     | Kelley Racing         |
| 5     | Donnie Beechler  | Cahill Racing         |
| 6     | Eliseo Salazar   | A.J. Foyt Enterprises |
| 7     | Jeret Schroeder  | Tri-Star Motorsports  |
| 8     | Stéphan Grégoire | Dick Simon Racing     |
| 9     | Jaques Lazier    | Truscelli Racing      |
| 10    | Al Unser Jr.     | Galles Racing         |

### Atlanta
| Plats | Förare           | Team                     |
| ----- | ---------------- | ------------------------ |
| 1     | Greg Ray         | Team Menard              |
| 2     | Buddy Lazier     | Hemelgarn Racing         |
| 3     | Al Unser Jr.     | Galles Racing            |
| 4     | Robby McGehee    | Treadway Racing          |
| 5     | Donnie Beechler  | Cahill Racing            |
| 6     | Robbie Buhl      | Dreyer & Reinbold Racing |
| 7     | Stéphan Grégoire | Dick Simon Racing        |
| 8     | Billy Boat       | Team Pelfrey             |
| 9     | Shigeaki Hattori | Treadway Racing          |
| 10    | Eliseo Salazar   | A.J. Foyt Enterprises    |

### Kentucky
| Plats | Förare            | Team                  |
| ----- | ----------------- | --------------------- |
| 1     | Buddy Lazier      | Hemelgarn Racing      |
| 2     | Scott Goodyear    | Panther Racing        |
| 3     | Sarah Fisher      | Walker Racing         |
| 4     | Eddie Cheever     | Team Cheever          |
| 5     | Stéphane Grégorie | Dick Simon Racing     |
| 6     | Jeff Ward         | A.J. Foyt Enterprises |
| 7     | Greg Ray          | Team Menard           |
| 8     | Shigeaki Hattori  | Treadway Racing       |
| 9     | Sam Hornish Jr.   | PDM Racing            |
| 10    | Donnie Beechler   | Cahill Racing         |

### Texas
| Plats | Förare           | Team                  |
| ----- | ---------------- | --------------------- |
| 1     | Scott Goodyear   | Panther Racing        |
| 2     | Eddie Cheever    | Team Cheever          |
| 3     | Billy Boat       | Team Pelfrey          |
| 4     | Buddy Lazier     | Hemelgarn Racing      |
| 5     | Eliseo Salazar   | A.J. Foyt Enterprises |
| 6     | Donnie Beechler  | Cahill Racing         |
| 7     | Shigeaki Hattori | Treadway Racing       |
| 8     | Jeff Ward        | A.J. Foyt Enterprises |
| 9     | Buzz Calkins     | Bradley Motorsports   |
| 10    | Jaques Lazier    | TeamXtreme Racing     |

## Slutställning
| Plats | Förare           | Team                                                       | Poäng |
| ----- | ---------------- | ---------------------------------------------------------- | ----- |
| 1     | Buddy Lazier     | Hemelgarn Racing                                           | 290   |
| 2     | Scott Goodyear   | Panther Racing                                             | 272   |
| 3     | Eddie Cheever    | Team Cheever                                               | 257   |
| 4     | Eliseo Salazar   | A.J. Foyt Enterprises                                      | 210   |
| 5     | Mark Dismore     | Kelley Racing                                              | 202   |
| 6     | Donnie Beechler  | Cahill Racing                                              | 202   |
| 7     | Scott Sharp      | Kelley Racing                                              | 196   |
| 8     | Robbie Buhl      | Dreyer & Reinbold Racing                                   | 190   |
| 9     | Al Unser Jr.     | Galles Racing                                              | 188   |
| 10    | Billy Boat       | Team Pelfrey A.J. Foyt Enterprises                         | 181   |
| 11    | Jeff Ward        | A.J. Foyt Enterprises                                      | 176   |
| 12    | Robby McGehee    | Treadway Racing                                            | 174   |
| 13    | Greg Ray         | Team Menard                                                | 172   |
| 14    | Stéphan Grégoire | Dick Simon Racing                                          | 171   |
| 15    | Buzz Calkins     | Bradley Motorsports                                        | 145   |
| 16    | Airton Daré      | TeamXtreme Racing                                          | 142   |
| 17    | Jeret Schroeder  | Tri-Star Motorsports                                       | 136   |
| 18    | Sarah Fisher     | Walker Racing                                              | 124   |
| 19    | Tyce Carlson     | Hubbard-Immke Racing                                       | 124   |
| 20    | Jaques Lazier    | Truscelli Racing Mid-America Motorsports TeamXtreme Racing | 112   |
| 21    | Sam Hornish Jr.  | PDM Racing                                                 | 110   |
| 22    | Shigeaki Hattori | Treadway Racing                                            | 109   |